# 21 Leonis Minoris

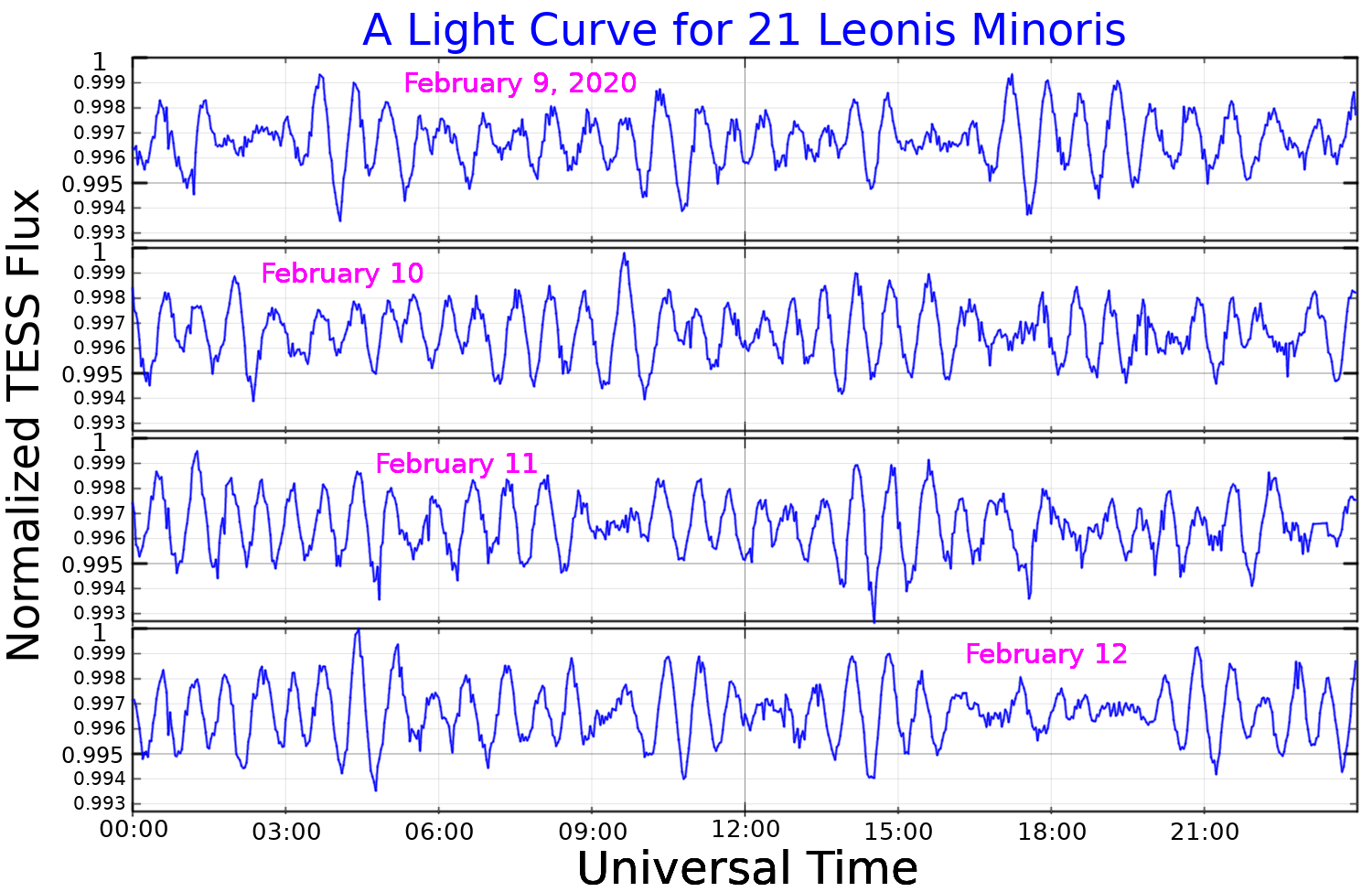
Curva de luz de 21 Leonis Minoris

21 Leonis Minoris (21 LMi / HD 87696 / HR 3974) es una estrella en la constelación de Leo Minor. De magnitud aparente +4,48, es la tercera estrella más brillante de ella después de Praecipua (46 Leonis Minoris) y β Leonis Minoris. Forma parte de la corriente de estrellas de la asociación estelar de la Osa Mayor.

## Características
A 91 años luz de distancia de la Tierra, 21 Leonis Minoris es una estrella blanca de la secuencia principal de tipo espectral A7V y 7839 K de temperatura. Como en el caso del Sol, su energía proviene de la fusión nuclear de hidrógeno en su núcleo interno. Es una estrella de características similares a θ Cassiopeiae, aunque es menos luminosa que ésta. Su luminosidad es 10 veces mayor que la del Sol y su radio es 1,6 veces más grande que el de él. Su velocidad de rotación de más de 165 km/s es 80 veces mayor que la del Sol, pero es normal en una estrella de su clase.
Tiene un contenido metálico prácticamente igual al del Sol.
Al igual que Fomalhaut (α Piscis Austrini), 21 Leonis Minoris se halla rodeada por un disco de polvo frío —probablemente un anillo— que emite radiación infrarroja.
Asimismo, está catalogada como variable del tipo Delta Scuti, versión menor de las cefeidas, mostrando una pequeña variación en su brillo de 0,05 magnitudes.